# Чиконьоло
Чиконьоло (итал. Cicognolo) — коммуна в Италии, располагается в регионе Ломбардия, в провинции Кремона.
Население составляет 932 человек (2010 г.), плотность населения составляет 133,91 чел./км². Занимает площадь 6,96 км². Почтовый индекс — 26030. Телефонный код — 0372.

## Демография
Динамика населения:

## Администрация коммуны
- Официальный сайт: